# Нелидов, Андрей Витальевич
Андре́й Вита́льевич Нели́дов (род. 12 июня 1957, Ленинград, СССР) — российский государственный и политический деятель, предприниматель. Член Совета Федерации Федерального собрания Российской Федерации — представитель от исполнительной власти Республики Карелия с 7 апреля 2006 по 3 марта 2010. Глава Республики Карелия с 21 июля 2010 по 22 мая 2012 (и. о. 1—21 июля 2010). Директор музея-заповедника «Кижи» с января 2013 до 2015. Доктор экономических наук.

## Биография
В 1980 году работал комплектовщиком на Ленинградском экспериментально-исследовательском заводе Института водного транспорта, а затем поступил в этот институт. В 1985 году окончил институт по специальности «инженер-экономист».
С 1988 года занимался кооперацией в кооперативе «Кемп», затем в компании «Ибарил -Инвест», зарегистрированной на Гибралтаре, позже в совместном советско-испанском предприятии «Норд-Кемп».

### В правительстве Ленинградской области (1996—1999)
В политику пришёл в 1996 году при поддержке Вадима Густова, избранного в том же году на должность губернатора Ленинградской области. Густов назначил Нелидова председателем областного комитета по лесопромышленному комплексу и вице-губернатором. На этих должностях он лоббировал интересы крупного бизнеса.

### Предприниматель (1999—2001)
После поражения Густова на выборах губернатора Ленинградской области в сентябре 1999 года, Нелидов вернулся в бизнес. Учредил ЗАО «Лесная биржа», специализирующееся на заготовке и торговле лесом.
В сентябре 1999 года учредил и возглавил Общероссийское политическое общественное движение «Леса России».
С начала 2000 года Андрей Нелидов — председатель совета директоров компании «Лесная биржа», входящей в Санкт-петербургское ЗАО «Концерн „ОРИМИ“».
В 2000 году «ОРИМИ» выкупило контрольный пакет (51 %) акций Беломорско-Онежского пароходства (БОП), в собственности которого находилось четыре порта в Карелии — Надвоицкий, Беломорский морской, Медвежьегорский и Петрозаводский. Нелидов был назначен президентом БОПа в качестве «антикризисного» руководителя, поскольку генеральный директор БОПа Николай Грачёв находился в конфликте с главой Республики Карелия Сергеем Катанандовым. Вскоре Грачёва перевели в другое подразделение «Орими», а Нелидов был назначен генеральным директором пароходства. «Прежний гендиректор очень грамотный экономист и хороший менеджер, но в России нельзя заниматься только экономикой, должен быть элемент политики, умение налаживать взаимоотношения между людьми. Вот это в его работе отсутствовало», — отозвался Нелидов о своём предшественнике.
Через год работы Нелидов прокомментировал особенности ведения бизнеса в Республике Карелия: «Отличия есть, хотя Петербург, Ленобласть и Республика Карелия находятся по соседству. Специфика, например, в том, что там дается приоритет собственным бизнесменам перед пришлыми. Более того, 5-10 лет назад республика была труднопроходимой для внешнего инвестора. Сперва я категорически считал такую позицию власти заблуждением. Сейчас думаю иначе. Каждой территории присуща своя ментальность. Если бы в Республике Карелия делали как и в Петербурге, то потери были бы очень большие».
В мае 2001 году, в связи с избранием в Законодательное собрание Ленинградской области, оставил должность генерального директора пароходства.

### Депутат Заксобрания Ленинградской области (2001—2006)
В 2001 году Нелидов вернулся в политику — на состоявшихся 16 декабря выборах депутатов Законодательного Собрания Ленинградской области третьего созыва он был избран депутатом (по Шлиссельбургскому избирательному округу № 30). В областном Законодательном собрании он стал координатором фракции «Единая Россия».
Летом 2003 года в Ленинградской области началась подготовка к выборам губернатора, намеченным на 21 сентября. Основными кандидатами стали действующий глава региона Валерий Сердюков и экс-губернатор области, член Совета федерации Вадим Густов. Андрей Нелидов, как и некоторые другие члены регионального отделения «Единой России», поддержал Густова. Нелидов возглавил предвыборный штаб Вадима Густова, за что был исключён из партии Генеральным советом «Единой России».
В 2004 году Нелидов был избран заместителем председателя Законодательного Собрания Ленинградской области, и в 2005 году его членство в партии «Единая Россия» было восстановлено. Вскоре после этого он возглавил Северо-западный межрегиональный координационный совет «Единой России». По мнению некоторых аналитиков, карьерный рост Нелидова был связан с покровительством со стороны секретаря президиума генерального совета партии Вячеслава Володина.
18 февраля 2006 года Нелидов был одним из гостей на дне рождения Владимира Кумарина (он же Кум, он же Барсуков), «крестного отца» Санкт-Петербурга и лидера Тамбовской ОПГ, в марте 2019 года приговоренного к 24 годам лишения свободы. В качестве подарка от депутатского корпуса Законодательного собрания Ленинградской области Нелидов перепел песню "И вновь продолжается бой".

### Член Совета Федерации от Республики Карелия (2006—2010)
Весной 2006 года Нелидов был назначен губернатором Сергеем Катанандовым членом Совета Федерации от Республики Карелия (представителем Правительства и Главы Республики Карелия) (Указ Главы Республики Карелия Катанандова от 10 марта 2006 года № 19, полномочия подтверждены Постановлением Совета Федерации от 7 апреля 2006). 12 апреля 2006 года он сложил с себя полномочия депутата Законодательного Собрания Ленинградской области.
По данным газеты «КоммерсантЪ», одной из целей назначения было разрешение конфликта Нелидова с ленинградским вице-губернатором Пустотиным, которого Нелидов требовал привлечь к ответственности за нарушения при закупке лекарств. Выбор губернатора Карелии был обусловлен опытом работы Нелидова в БОПе. В Совете Федерации он участвовал в работе комитета по делам СНГ и в комиссии по культуре.
В 2008 году Нелидов был перемещён с поста главы координационного совета «Единой Россия» на пост первого заместителя председателя Центральной контрольно-ревизионной комиссии «Единой России». Это перемещение с понижение в партийной иерархии назвали аппаратной победой Бориса Грызлова. Поводом для неё стали низкий процент поддержки единороссов на выборах в региональные законодательные собрания, внутрипартийные разногласия и массовые беспорядки в Кондопоге.
В марте 2010 года Нелидов досрочно сложил свои полномочия члена Совета Федерации, освободив место для назначенного на его место карельского политика Девлетхана Алиханова. При этом отставка Нелидова была, по мнению руководства «Единой России», неоправданно затянута председателем Совета Федерации Сергеем Мироновым.

### Глава Республики Карелия
1 июля 2010 года, после досрочной отставки Сергея Катанандова с поста Главы республики, Нелидов был назначен исполняющим обязанности Главы Республики Карелия.
До назначения Главы Республики Карелия Андрей Нелидов продлил контракты с действующим правительством республики.
17 июля 2010 года Президент России Дмитрий Медведев внёс кандидатуру Нелидова на рассмотрение Законодательного собрания Республики Карелия для наделения его полномочиями главы Республики Карелия. 21 июля 2010 года утверждён в должности Главы республики Карелия.
26 июля 2010 года Нелидов издал распоряжение, которым возложил на себя и обязанности премьер-министра Республики Карелия.

…я издал распоряжение, где возложил на себя и обязанности премьера республики Карелия. Это совпадает с той концепцией, которую мы озвучили на инаугурации. Структура правительства будет меняться. Делить функции на политические и не политические для достаточно скромного субъекта РФ — неправильно. Пусть занимаются политикой другие люди, которые за это отвечают. А мы все должны исполнять ту политику, которой мы присягнули. Это политика Президента и премьера Российской федерации. Поэтому считаю целесообразным совместить эти функции, а также за счет этого сократить аппарат.

После вступления в должность заявил о намерении сохранять свой пост в течение двух пятилетних сроков и не продолжать политику, проводившуюся его предшественником Сергеем Катанандовым. Приоритетными направлениями в развитии республики были обозначены туризм и лесопромышленный комплекс.
28 июля официально вступил в должность премьер-министра Правительства Республики Карелия, освободив от должности Павла Чернова.
16 августа 2010 года, по инициативе Нелидова, Законодательным Собранием Республики Карелия принят закон «О внесении изменений в Конституцию Республики Карелия», по которому с 27 августа 2010 года должность Премьер-министра Правительства Республики Карелия упразднена, а Глава республики получил полномочия формировать правительство без согласования с Законодательным Собранием Республики Карелия.
Нелидов участвовал в выборах в Законодательное собрание Республики Карелия, состоявшихся 4 декабря 2011 года. Он возглавил республиканский список партии «Единая Россия», который, по итогам выборов, набрал 30,12 % голосов избирателей. Таким образом Нелидов получил право на депутатский мандат в Законодательном собрании пятого созыва. Однако Нелидов от него отказался и депутатский мандат получил Анатолий Васильев, врач из Кеми, председатель Совета Кемского городского поселения второго созыва.
В начале 2012 года Нелидов был включен в список «126 коррупционеров», составленный Международным антикоррупционным комитетом и опубликованный «Новой газетой».
Во время переписи 2012 года указал свою национальность — карел, что было оценено некоторыми журналистами как популизм.
22 мая 2012 года освобождён от должности Главы Республики Карелия по собственному желанию.

### Директор музея-заповедника «Кижи»
В январе 2013 года приказом министра культуры Российской Федерации Владимира Мединского был назначен директором музея-заповедника «Кижи». Назначение вызвало крайне негативную реакцию общественности и сотрудников музея.
Коррупционное преступление
24 сентября 2015 года Нелидов задержан по подозрению в получении взятки от предпринимателя. С этого времени находился в СИЗО колонии ИК-9 в Петрозаводске.
Петрозаводский городской суд 2 марта 2018 года приговорил Андрея Нелидова к 8 годам колонии строгого режима, 27,5 млн рублей штрафа и лишению государственной награды.

## Семья
Женат вторым браком на Арине Нелидовой. От второго брака сын Андрей, родился в декабре 2011 года.
От первого брака у Андрея Нелидова три дочери. В 2008 году старшая дочь родила Андрею Витальевичу внука Никиту. В 2010 году средняя дочь родила второго внука Данила.

### Увлечения
На набережной Петрозаводска долгое время был пришвартован дебаркадер Андрея Нелидова, на котором он путешествовал по озёрам Карелии, который затем был отбуксирован в Кижские шхеры на территорию музея-заповедника «Кижи» для ремонта.

### Оценка личного состояния
С 1 января по 31 декабря 2010 года декларированный годовой доход Андрея Нелидова составил 1 633 723 рублей. Он владел тремя земельными участками, расположенными в России, общей площадью 9632,2 кв.м., жилым домом на 800 кв.м., дачей на 18 кв.м. и нежилым зданием с буксировочным бассейном (дом на воде) на 142.8 кв.м. В собственности у Нелидова находился легковой автомобиль Mercedes GL и прицеп бортовой с тентом.